# St. Andreas (Schwerin)

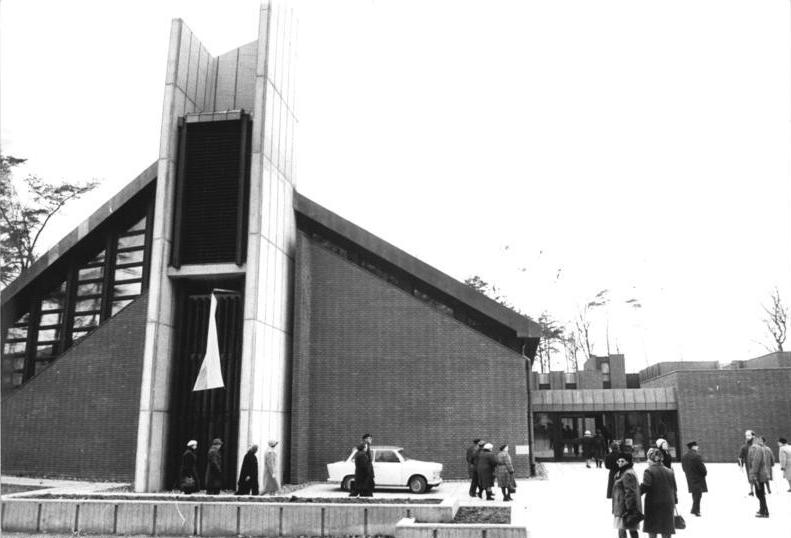
St. Andreas, Schwerin; ADN-Foto anlässlich der Kirchweihe, 30. November 1983

Die Kirche St. Andreas ist das römisch-katholische Gotteshaus im Stadtteil Mueßer Holz von Schwerin, der Landeshauptstadt von Mecklenburg-Vorpommern. Es steht in der Galileo-Galilei-Straße 22.

## Geschichte
Die Kirche entstand für die 1981 gegründete Gemeinde St. Andreas, deren Mitglieder in den neu erbauten Stadtteilen Großer Dreesch, Neuzippendorf und Mueßer Holz wohnten. Das Neubaugebiet, das bis 1990 insgesamt als „Großer Dreesch“ bezeichnet wurde, hatte bis dahin mehr als 60.000 Einwohner.
1975 wurde der Neubau einer katholischen Kirche auf dem Großen Dreesch beschlossen. 1980 war Baubeginn, die Grundsteinlegung am 29. November 1981. Fertigstellung war am 20. Januar 1983, der erste Gottesdienst am 4. März 1983. Die Weihe des Klinkerbauwerks vollzog am 30. November 1983 Bischof Heinrich Theissing.
Finanziert wurde das Gotteshaus von einem Kirchenbauprogramm in der DDR. Die Projektierung verantwortete die Staatliche Bauakademie Berlin, leitender Architekt war Kornelis aus Berlin.
Nach der Wiedervereinigung Deutschlands verloren diese Stadtteile etwa die Hälfte ihrer Bevölkerung und wurden soziale Brennpunkte.
2005 wurde die St.-Andreas-Kirche Filialkirche der Propsteikirche St. Anna und die Kirchgemeinde St. Andreas in die Propstei St. Anna zurückgepfarrt.

## Kirchenpatronat
In der Kirche befindet sich als Reliquie ein Splitter aus dem Haupt des Apostels Andreas, das während des Konzils von Papst Paul VI. an die orthodoxe Kirche zurückgegeben wurde. Kirchweih- und Patronatsfest feiert die Gemeinde jeweils am 30. November.